# جری امباکوگو
جری امباکوگو (انگلیسی: Jerry Mbakogu؛ زادهٔ ۱ اکتبر ۱۹۹۲) بازیکن فوتبال اهل نیجریه است.
از باشگاه‌هایی که در آن بازی کرده‌است می‌توان به باشگاه فوتبال پادوا، باشگاه فوتبال کارپی، باشگاه فوتبال یووه استابیا، و باشگاه فوتبال پالرمو اشاره کرد.